# Grammy-díj a legjobb rapteljesítményért
A Grammy-díj a legjobb rapteljesítményért kategória a Grammy-díjátadón, amelyet először 1989-ben adtak át a 31. Grammy-gálán. 1990-ben a kategóriát különválasztották a legjobb szóló rapteljesítmény és a legjobb rapduó vagy -csoport teljesítmény kategóriákra. Ezeket a kategóriákat 2012-ben egyesítették újra, az 54. gálán adták újra át.
A díjat az előadó kapja, a producer, a hangmérnök és a dalszerző egy oklevélért jelentkezhet.
A legtöbbször Kendrick Lamar nyerte el a díjat, hétszer, amelyet Future, Jay-Z és Kanye West követ, kettővel.

## Díjazottak

### Első időszak
| Év   | Előadó                             | Munka                         | Jelöltek | For.  |
| ---- | ---------------------------------- | ----------------------------- | --- | ----- |
| 1989 | D.J. Jazzy Jeff & The Fresh Prince | Parents Just Don’t Understand | - J. J. Fad – Supersonic - Kool Moe Dee – Wild Wild West - LL Cool J – Going Back to Cali - Salt-n-Pepa – Push It                                                   | [ 1 ] |
| 1990 | Young MC                           | Bust a Move                   | - De La Soul – Me Myself and I - D.J. Jazzy Jeff & The Fresh Prince – I Think I Can Beat Mike Tyson - Public Enemy – Fight the Power - Tone Lōc – Funky Cold Medina | [ 2 ] |

### 2010-es évek
| Év   | Előadó                                                    | Munka           | Jelöltek | For.   |
| ---- | --------------------------------------------------------- | --------------- | --- | ------ |
| 2012 | Jay-Z és Kanye West                                       | Otis            | - Chris Brown, Lil Wayne és Busta Rhymes közreműködésével – Look at Me Now - Lupe Fiasco – The Show Goes On - Nicki Minaj, Drake közreműködésével – Moment 4 Life - Wiz Khalifa – Black and Yellow                                     | [ 3 ]  |
| 2013 | Jay-Z és Kanye West                                       | Niggas in Paris | - Drake, Lil Wayne közreműködésével – HYFR (Hell Ya Fucking Right) - Nas – Daughters - Kanye West, Big Sean, Pusha T és 2 Chainz – Mercy - Young Jeezy, Jay-Z és André 3000 közreműködésével – I Do                                    | [ 4 ]  |
| 2014 | Macklemore és Ryan Lewis, Wanz közreműködésével           | Thrift Shop     | - Drake – Started from the Bottom - Eminem – Berzerk - Jay-Z – Tom Ford - Kendrick Lamar – Swimming Pools (Drank) | [ 5 ]  |
| 2015 | Kendrick Lamar                                            | i               | - Childish Gambino – 3005 - Drake – 0 to 100 / The Catch Up - Eminem – Rap God - Lecrae – All I Need Is You | [ 6 ]  |
| 2016 | Kendrick Lamar                                            | Alright         | - J. Cole – Apparently - Drake – Back to Back - Fetty Wap – Trap Queen - Nicki Minaj, Drake és Lil Wayne közreműködésével – Truffle Butter - Kanye West, Theophilus London, Allan Kingdom és Paul McCartney közreműködésével – All Day | [ 7 ]  |
| 2017 | Chance the Rapper, Lil Wayne és 2 Chainz közreműködésével | No Problem      | - Desiigner – Panda - Drake, The Throne közreműködésével – Pop Style - Fat Joe és Remy Ma, French Montana és Infared közreműködésével – All the Way Up - ScHoolboy Q, Kanye West közreműködésével – That Part                          | [ 8 ]  |
| 2018 | Kendrick Lamar                                            | HUMBLE.         | - Big Sean – Bounce Back - Cardi B – Bodak Yellow - Jay-Z – 4:44 - Migos, Lil Uzi Vert közreműködésével – Bad and Boujee | [ 9 ]  |
| 2019 | Anderson .Paak                                            | Bubblin’        | - Cardi B – Be Careful - Drake – Nice for What - Travis Scott, Drake, Swae Lee és Big Hawk – Sicko Mode | [ 10 ] |
| 2019 | Kendrick Lamar, Jay Rock, Future & James Blake            | King’s Dead     | - Cardi B – Be Careful - Drake – Nice for What - Travis Scott, Drake, Swae Lee és Big Hawk – Sicko Mode | [ 10 ] |

### 2020-as évek
| Év   | Előadó                                                              | Munka                  | Jelöltek | For.   |
| ---- | ------------------------------------------------------------------- | ---------------------- | --- | ------ |
| 2020 | Nipsey Hussle, Roddy Ricch és Hit-Boy közreműködésével              | Racks in the Middle    | - J. Cole – Middle Child - DaBaby – Suge - Dreamville, JID, Bas, J. Cole, EarthGang és Young Nudy közreműködésével – Down Bad - Offset, Cardi B közreműködésével – Clout                                          | [ 11 ] |
| 2021 | Megan Thee Stallion, Beyoncé közreműködésével                       | Savage                 | - Big Sean, Nipsey Hussle közreműködésével – Deep Reverence - DaBaby – BOP - Jack Harlow – Whats Poppin - Lil Baby – The Bigger Picture - Pop Smoke – Dior                                                        | [ 12 ] |
| 2022 | Baby Keem és Kendrick Lamar                                         | Family Ties            | - Cardi B – Up - J. Cole, 21 Savage és Morray közreműködésével – My Life - Drake, Future és Young Thug közreműködésével – Way 2 Sexy (visszavonva) - Megan Thee Stallion – Thot Shit                              | [ 13 ] |
| 2023 | Kendrick Lamar                                                      | The Heart Part 5       | - DJ Khaled, Rick Ross, Lil Wayne, Jay-Z, John Legend és Fridayy közreműködésével– God Did - Doja Cat – Vegas - Gunna és Future, Young Thug közreműködésével – Pushin P - Hitkidd és GloRilla – F.N.F. (Let’s Go) | [ 14 ] |
| 2024 | Killer Mike; André 3000, Future és Eryn Allen Kane közreműködésével | Scientists & Engineers | - Baby Keem, Kendrick Lamar közreműködésével – The Hillbillies - Black Thought – Love Letter - Drake és 21 Savage – Rich Flex - Coi Leray – Players                                                               | [ 15 ] |
| 2025 | Kendrick Lamar                                                      | Not Like Us            | - Glorilla – Yeah Glo! |        |

## Rekordok

### Győzelmek
| Győzelmek száma | Előadó         |
| --------------- | -------------- |
| 7               | Kendrick Lamar |
| 2               | Future         |
| 2               | Jay-Z          |
| 2               | Kanye West     |

### Jelölések
| Győzelmek száma | Előadó         |
| --------------- | -------------- |
| 11              | Drake          |
| 10              | Kendrick Lamar |
| 7               | Jay-Z          |
| 6               | Kanye West     |
| 5               | Cardi B        |
| 5               | Future         |
| 5               | Lil Wayne      |
| 4               | J. Cole        |